# Niptra
Niptra (trad. Il bagno) è una tragedia scritta da Marco Pacuvio nel II secolo a.C.. La storia potrebbe essere tratta da un dramma del tragediografo greco Sofocle, ed è incentrata sull'uccisione di Ulisse da parte del figlio illegittimo Telegono.